# Rychłocice
Rychłocice – wieś w Polsce położona w województwie łódzkim, w powiecie wieluńskim, w gminie Konopnica. Wieś letniskowa nad Wartą przy drodze wojewódzkiej nr 481 z Łasku do Wielunia, w odległości ok. 27 km na północny wschód od Wielunia i ok. 10 km na południowy zachód od Widawy. W pobliżu duże lasy.
W latach 1975–1998 miejscowość administracyjnie należała do województwa sieradzkiego.

## Części wsi
| SIMC    | Nazwa       | Rodzaj    |
| ------- | ----------- | --------- |
| 0705226 | Dekandów    | część wsi |
| 0705232 | Podpiekło   | część wsi |
| 0705249 | Sobkowizna  | część wsi |
| 0705255 | Wroński Bór | część wsi |
| 0705261 | Wrzesień    | część wsi |
| 0705278 | Wycinki     | część wsi |
| 0705284 | Żabieniec   | część wsi |

## Historia
Miejscowość znana od 1415 r. Dawniej posiadłość szlachecka, na początku XV w. dziedzictwo rodu Szczawińskich h. Prawdzic, którzy fundują tu i uposażają pierwszy kościół w 1445 r. jako filię kościoła paraf. w Brzykowie. Kościół ten pw. Zwiastowania NMP spalił się 24 lipca 1751 r. Następny drewniany kościół w 1770 r. fundował miejscowy dziedzic Aleksander Trepka h. Topór, mimo iż był kalwinem. Rychłocice były w posiadaniu rodu Nekandów-Trepków od pocz. XVIII w. aż do 1939 r.
Dzisiejsze Rychłocice zwano w przeszłości Dużymi czyniąc to dla odróżnienia od ówczesnych Rychłocic Małych, które w I poł. XVI w. zmieniły nazwę na Małą Wieś. Rychłocice Małe wspomniane są po raz pierwszy w 1455 r., przy opisie wyposażenia kościoła parafialnego. Określenie „Małe” wskazuje, iż była to wieś niedawno wówczas powstała (pomiędzy 1415 a 1455 r.).
Wieś zapisała się w historii polskich walk o niepodległość. W dniu 15 kwietnia 1863 r. w pobliżu mostu na Warcie Rosjanie zaskoczyli oddział powstańczy zorganizowany w okolicach Wągłczewa Napoleona Urbanowskiego (poległ wtedy m.in. Otto August – syn kominiarza z Sieradza), a 8 maja 1863 r. doszło do potyczki, w której po stronie polskiej dowodził Józef Oxiński. Zginęło 38 powstańców. Kapelan oddziału o. Zefiryn Maria Strupczewski, bernardyn z Piotrkowa Trybunalskiego, podczas udzielania sakramentu na polu walki był wzięty do niewoli, torturowany i stracony. Na skraju wsi, przy szosie w 1983 r. odsłonięto obelisk na kurhanie z tablicą ku czci powstańców 1863 r. Obelisk ten jednak obecnie znajduje się na miejscowym cmentarzu. W dniu 3 września 1939 r. oddział 72 Pułku Piechoty im. Dionizego Czachowskiego z Radomia stoczył zaciętą walkę w obronie przeprawy mostowej z niemiecką kolumną pancerną. Polacy utrzymali swe pozycje do wieczora, a następnie, zgodnie z rozkazem, odeszli na linię głównej obrony na Widawce. Polegli żołnierze zostali pochowani na miejscowym cmentarzu.
W 2002 Andrzej Trepka opublikował w Katowicach w wydawnictwie „Śląsk” bogato ilustrowaną, blisko 190 stronicową książkę Wspominki z Rychłocic (ISBN 83-7164-353-5).

## Zabytki
Obecnie stojący kościółek powstał w 1918 r. z fundacji Lucyny Trepki. Jest to budowla drewniana, kryta gontem. Wyposażenie późnobarokowe. Obok kościółka drewniana dzwonnica konstrukcji słupowej. W pobliżu neoklasycystyczny dwór zbudowany na przełomie XVIII/XIX w., dobrze utrzymany, do niedawna siedziba dyrekcji PGR, przebudowany po 1960 r. W 1997 r. dawne PGR zostało wydzierżawione przez Agencję Własności Rolnej potomkowi dawnych właścicieli – Aleksandrowi Trepce z Bydgoszczy. W otoczeniu zadbany park, w nim pomnikowe okazy drzew: cis pospolity, topole czar, tulipanowiec. Zachował się również neogotycki spichlerz z ok. 1830 r. i budynki gorzelni.
Według rejestru zabytków NID na listę zabytków wpisane są obiekty:
- kościół parafialny pw. Zwiastowania NMP, drewniany, 1770, nr rej.: 954 z 30.12.1967
- dwór, 1 poł. XIX w., nr rej.: 955 z 30.12.1967
- spichrz dworski, pocz. XIX w., nr rej.: 956 z 30.12.1967